# Pittheus
Pittheus was volgens de Griekse mythologie koning van Troizen in de tijd van Theseus. Zo ontving hij bijvoorbeeld Aigeus, koning en heerser van de machtige stad Athene.
Volgens het verhaal kwam Aigeus naar Pittheus toe om hem om raad te vragen. Pittheus zou namelijk de eer hebben de meest wijze man van heel Griekenland te zijn. Pittheus ontving Aigeus gastvrij en zonder dat hij het doorhad hielp hij Aigeus door steeds zijn beker met wijn door slaven bij te laten vullen.
Pittheus had ook een dochter genaamd Aithra, op wie Aigeus verliefd werd. Uit hun verbintenis werd uiteindelijk een zoon geboren, dat was Theseus.
Pittheus was de zoon van Dia en Pelops.